# Mon Chi Chi
Mon Chi Chi är All Systems Go!:s andra studioalbum, utgivet 2002 av Bad Taste Records.

## Låtlista
1. "Taking Up Space"
2. "All These Things"
3. "Fascination Unknown"
4. "Roll Your Eyes"
5. "Running Blind"
6. "Motorbikes"
7. "Tell Vicki"
8. "Robots"
9. "Normal Doesn't Live Here Anymore"
10. "Records of Hate"
11. "Sweet Revenge"
12. "Megan's Law"

## Singlar

### Fascination Unknown
1. "Fascination Unknown"
2. "Something About You"
3. "Facination Unknown" (remix)

### Fotnoter
1. ↑  ”Mon Chi Chi”. Bad Taste Records. Arkiverad från originalet den 5 augusti 2011. https://web.archive.org/web/20110805031859/http://www.badtasterecords.se/records.asp?id=104. Läst 10 januari 2012.